# Estádio do Chacarita Juniors
O Estádio Chacarita Juniors é o estádio de futebol localizado em Villa Maipú, no partido de General San Martín, na província de Buenos Aires, na Argentina. A praça esportiva pertencente ao Club Atlético Chacarita Juniors, foi inaugurada em 8 de julho de 1945 e conta atualmente com capacidade parcial para 19.000 espectadores.

## História

### Inauguração
Foi inaugurado em 8 de julho de 1945, com um amistoso entre o time da casa e o River Plate de Montevidéu, que terminou por 1 a 0 a favor do Funebrero, apelido carinhoso do Chacarita. Em 21 de outubro de 2005, após a partida em que o Chacarita venceu o Tigre por 3 a 0, em jogo válido pela 12ª rodada do Torneo Apertura da Primera B Nacional de 2005, o estádio foi fechado para uma reconstrução total.

### Reinauguração enova cancha
Os trabalhos de desmonte das arquibancadas de madeiras e demolição do estádio começaram em 5 de fevereiro de 2007. A construção do atual estádio começou em 19 de setembro de 2007, com projeto elaborado pelos arquitetos José Ripolli e Sergio Albarracín. Por fim, em 30 de janeiro de 2011, o estádio foi reaberto com uma capacidade parcial de 13.260 lugares, quando a reforma estiver totalmente concluída, a cancha poderá receber 35.000 pessoas. O novo estádio foi erguido no mesmo local em que estava o antigo, no bairro de Villa Maipú.

## Dados do estádio
- Localização: Gutiérrez 351. Villa Maipú, San Martín. Província de Buenos Aires.[1][2]
- Campo de jogo: 105 x 68 metros.[1]
- Capacidade (parcial): 13.260 espectadores.[1]
  - Arquibancada Isaac López:. 10.710 espectadores.[1]
  - Arquibancada local inferior: 1.326 espectadores.[1]
  - Arquibancada local superior: 1.224 localidades.[1]